# Prostitution nach Ländern

Rechtslage der heterosexuellen Prostitution:
Erlaubt und reguliert
Erlaubt, aber nicht reguliert
Bordelle und Zuhälterei verboten; sonst erlaubt, aber nicht reguliert
Strafbarkeit für Kunden und andere Beteiligte, straffrei für Prostituierte
Strafbar auch für Prostituierte
Durch lokale Gesetze geregelt
Keine Daten

Prostitution nach Ländern beschreibt die juristische und gesellschaftliche Bewertung der Prostitution, die von kulturellen, ethischen und religiösen Werten abhängig ist und einem starken Wandel unterliegt.
Seit das EU-Parlament 2014 die Empfehlung aussprach, alle Mitgliedsstaaten der EU sollen in Zukunft die Prostitution in ihren Ländern verbieten, da sie als Menschenrechtsverletzung und Form der Gewalt gegen Frauen einzuschätzen sei, ist eine Tendenz in Richtung Abolitionsprinzip, zumindest aber stärkerer staatlicher Reglementierung der Prostitution zu beobachten. So folgte Frankreich im Jahr 2016 dem sogenannten Nordischen Modell, das seit Jahren in Schweden, Norwegen und Island gilt. Einige Länder, wie die Schweiz, die Niederlande und Deutschland folgen eher dem Entkriminalisierungsprinzip. In Deutschland gibt es dort neben diversen Interessenvertretungen auch den Berufsverband erotische und sexuelle Dienstleistungen.
In islamisch geprägten Ländern ist die Prostitution nach islamischem Recht als Unzucht verboten und wird meist drakonisch geahndet. In schiitischen Gebieten mit Angehörigen der Zwölfer-Schia arbeiten Prostituierte unter dem Deckmantel der Zeitehe (Mut'a-Ehe), welche für eine Zeitspanne von einer halben Stunde bis zu 99 Jahren geschlossen werden kann.
Darüber hinaus wird gleichgeschlechtliche Prostitution überall dort bestraft (z. T. auch mit der Todesstrafe), wo Gesetze Homosexualität als „abweichende“ sexuelle Orientierung unter Strafe stellen.

## Europa

### Vorwiegend deutschsprachige Länder
| Land          | Situation |
| ------------- | --- |
| Deutschland   | Es gibt zur Prostitution in Deutschland keinerlei wissenschaftlich zuverlässige Angaben, weder zur Anzahl der Prostituierten noch zu der Zahl der Kunden (Freier). Nach Schätzungen könnte es 400.000 oder auch weniger Prostituierte in Deutschland geben. Hierin eingeschlossen sind Gelegenheitsprostituierte, deren Zahl je nach Definition unterschiedlich angegeben wird. Wohl etwa 95 % der der Prostitution nachgehenden Personen sind weiblich; es wird davon ausgegangen, dass über die Hälfte aller Prostituierten aus dem Ausland – mehrheitlich aus Osteuropa – stammen. Nach dem am 1. Juli 2017 in Kraft getretenen Prostituiertenschutzgesetz ist die Prostitution legal, sofern sie freiwillig von Erwachsenen ausgeübt wird. Allerdings zielt die Gesetzgebung darauf ab, den Prostituierten Möglichkeiten zum Ausstieg zu eröffnen, da eine freie Wahl wegen schwieriger psychischer und sozialer Umstände und fehlender Alternativen vielfach nicht gegeben sei. Zwangsprostitution und das Prostituieren von Personen unter 18 Jahren ist für die Kunden (siehe auch sexueller Missbrauch von Jugendlichen) und alle anderen Beteiligten (nicht für die Prostituierten) strafbar. Auch Ausbeutung von Prostituierten und Zuhälterei sind strafbar. In Deutschland ansässige Interessenvertretungen, wie Doña Carmen, kritisieren das Gesetz in zahlreichen Punkten, (z. B. in Hinblick auf Gelegenheitsprostitution). Siehe auch: Prostitution in Deutschland, Prostitution in der Deutschen Demokratischen Republik |
| Österreich    | Strafbar ist sexueller Missbrauch von Jugendlichen (§ 207b StGB), entgeltliche Vermittlung von Sexualkontakten mit Minderjährigen (§ 214), Zuführen zur Prostitution (§ 215), Förderung der Prostitution Minderjähriger (§ 215a), Zuhälterei (§ 216), und grenzüberschreitender Prostitutionshandel (§ 217). Weil es laut § 216 StGB verboten ist, sich aus der Prostitution einer anderen Person eine fortlaufende Einnahme zu verschaffen, gibt es keine Möglichkeit, als Prostituierte in einem Angestelltenverhältnis zu arbeiten. Prostituierte gelten als „selbständig Erwerbstätige“. In den einzelnen Bundesländern behandeln Landesgesetze weitere Regelungen von Prostitution wie Registrierungspflicht und zeitliche und örtliche Beschränkungen. Am strengsten ist die Regelung in Vorarlberg. Dort ist Prostitution nur in bewilligten Bordellen erlaubt, wobei aber bis jetzt (Stand Juli 2011) kein Bordell bewilligt wurde, sodass faktisch ein Prostitutionsverbot gilt. 2011 bestanden in Vorarlberg gleichwohl ca. 70 bis 100 illegale Bordelle. Siehe: Prostitution in Österreich |
| Schweiz       | In der Schweiz sind sexuelle Dienstleistungen und Konsum von bezahltem Sex legal. Es gibt in der Schweiz zahlreiche Bordelle, welche auch intensiv in Tageszeitungen, einschlägigen Magazinen und nicht zuletzt auch im Internet für sich werben. Ausländische Prostituierte ohne ständigen Wohnsitz in der Schweiz dürfen dort 90 Tage pro Jahr tätig sein, sofern sie aus dem Vereinigten Königreich, aus den EFTA-Staaten oder aus der Europäischen Union kommen. Laut Art. 196 Schweizerisches Strafgesetzbuch machen sich die Kunden von minderjährigen Prostituierten (unter 18 Jahre) strafbar. Siehe auch: Prostitution in der Schweiz |
| Liechtenstein | Prostitution ist in Liechtenstein verboten, allerdings wird sie von den Strafverfolgungsbehörden mit Ausnahme der Straßenprostitution toleriert. |

### Übriges Europa
| Land                    | Situation |
| ----------------------- | --- |
| Albanien                | Prostitution ist in Albanien verboten, allerdings ist dieser Staat ein Herkunftsland für Opfer des Menschenhandels. |
| Belgien                 | Die Prostitution in Belgien ist legal. Siehe: Prostitution in Belgien |
| Bosnien und Herzegowina | Prostitution ist in Bosnien und Herzegowina verboten. |
| Bulgarien               | Prostitution ist in Bulgarien illegal, wird aber von der Polizei zugelassen. Während es 1989 noch 3149 polizeilich registrierte Prostituierte gab, war die Zahl im Jahr 2007 fast doppelt so hoch. Seit Anfang 2007 gibt es Diskussionen, ob Prostitution total verboten oder innerhalb eines rechtlich geregelten Rahmens begrenzt werden soll. Die Mehrheit der Bulgaren spricht sich gegen eine Legalisierung der Prostitution aus. |
| Dänemark                | Prostitution ist in Dänemark erlaubt und gesellschaftlich akzeptierter als in den anderen skandinavischen Ländern. Bis 1999 durften Prostituierte nicht allein von sexuellen Dienstleistungen leben, sondern mussten noch ein weiteres Einkommen nachweisen. |
| Finnland                | Die Regierung Finnlands plante für 2006 ursprünglich ein Totalverbot der Prostitution mit Strafbarkeit der Freier nach schwedischem Vorbild. Da hierfür keine Mehrheit im Parlament in Sicht war, wurde am 21. Juni 2006 ein modifiziertes Gesetz erlassen. Demnach machen sich Freier lediglich strafbar, wenn sie Dienste von Prostituierten in Anspruch nehmen, die einen Zuhälter haben oder die Opfer von Menschenhandel sind. Der Strafrahmen für Freier liegt in diesem Fall bei Freiheitsstrafe bis zu sechs Monaten oder Geldstrafe. Verboten ist bereits seit längerem öffentliche Werbung für Prostitution und Kontaktanbahnung auf öffentlichen Straßen und Plätzen sowie in Gaststätten. |
| Frankreich              | Die Bordellkultur in Frankreich war bis zum Zweiten Weltkrieg weltberühmt, es gab Edelbordelle und Massenbordelle. Bordelle wurden 1946 durch ein von Christdemokraten und Kommunisten initiiertes Gesetz („Loi Marthe Richard“) verboten, sonstige Prostitution blieb legal. Ende 2011 wurde die Zahl der Prostituierten auf 20.000 geschätzt. Im Dezember 2013 wurde von der Nationalversammlung mit großer Mehrheit ein Gesetz beschlossen, das seit seinem Inkrafttreten im April 2016 die Freier mit Strafe bedroht. Siehe: Prostitution in Frankreich |
| Griechenland            | Griechenland hat eine liberale Gesetzgebung, mit ähnlichen Vorschriften wie in Deutschland, der Schweiz oder den Niederlanden. Alle Prostituierten müssen sich behördlich registrieren und regelmäßig ärztlich untersuchen lassen. Die meisten Bordelle arbeiten jedoch ohne Lizenz und die Preise für sexuelle Dienstleistungen sind stark gefallen. |
| Irland                  | Seit 2017 machen sich Freier strafbar (Nordisches Modell). Dennoch existiert hauptsächlich in Dublin eine Untergrundszene. Die Kontaktanbahnung findet diskret vor allem in Pubs statt. |
| Island                  | Mangels sichtbarer Prostitution wurde in Island bis Anfang der 1990er Jahre keine gesetzliche Regelung in diesem Bereich erlassen. In der Mitte dieses Jahrzehntes entstanden, vor allem in Reykjavík, zahlreiche Nachtclubs, in denen insbesondere Osteuropäerinnen als Bardamen, Tänzerinnen und Prostituierte arbeiten. Die isländische Regierung sah sich gezwungen, diesen Bereich gesetzlich zu regeln, und führte 2005 zunächst ein restriktives Strafrecht ein. Artikel 206 des isländischen Strafgesetzbuches (Almenn hegningarlög) besagte: „Jeder, der sich für seinen Lebensunterhalt der Prostitution bedient, wird mit einer Freiheitsstrafe bis zu zwei Jahren bestraft.“ Damit war der Erwerb sexueller Dienstleistungen zwar weiterhin legal, die Prostituierten selbst befanden sich dadurch jedoch in der Illegalität. Diese Bestimmung wurde am 17. März 2007 geändert. Zwischen 2007 und 2009 waren sowohl das Anbieten als auch der Erwerb sexueller Dienstleistungen legal. Seit 2009 werden jedoch, der schwedischen Gesetzgebung folgend, die Freier mit bis zu einem Jahr Gefängnis bestraft. |
| Italien                 | Nach einem totalen Verbot in der faschistischen Ära erlaubte Italien 1948 zunächst Bordelle. Mit Gesetz von 1958 mussten diese jedoch wieder geschlossen werden. Weiterhin bestehen blieb die Straßenprostitution, die sich vor allem auf Landstraßen am Rand größerer Städte abspielt. Erlaubt ist auch Wohnungsprostitution, sofern keine dritte Person ihre Wohnung zu solchen Zwecken zur Verfügung stellt. Verboten ist das direkte Ankobern von Kunden durch Prostituierte. Strafbar sind sexuelle Handlungen auf öffentlichem Grund und Boden (auch im Auto). In neuerer Zeit bereitet die immer größer werdende Zahl von illegalen Prostituierten aus Afrika und Osteuropa Probleme. Ein 2002 von Sozialministerin Livia Turco unterbreiteter Vorschlag, wieder staatlich kontrollierte Bordelle zuzulassen, um so dem unkontrollierbaren Straßenstrich die Grundlage zu entziehen, stieß bei Politikern und in der Öffentlichkeit überwiegend auf Ablehnung bis Empörung. Feministische Gruppierungen und einige katholische Bischöfe fordern indessen die Bestrafung der Freier nach schwedischem Vorbild.    |
| Litauen                 | In Litauen ist die Ausübung, Inanspruchnahme und Förderung von Prostitution unter Strafe gestellt. Sollten Minderjährige an diesen Straftaten beteiligt sein, wirkt sich dies strafverschärfend aus. |
| Luxemburg               | In Luxemburg sind Bordelle verboten, Straßen- und Wohnungsprostitution dagegen gestattet. |
| Niederlande             | Die Niederlande haben eine sehr liberale Prostitutionsgesetzgebung. Insbesondere in Großstädten gelten Rotlichtviertel auch als Touristenattraktionen (ganz besonders das Viertel Walletjes in Amsterdam). Typisch für die Rotlichtviertel in den Niederlanden (wie auch teilweise in Belgien) sind die Koberfenster. Siehe: Prostitution in den Niederlanden |
| Norwegen                | Bereits 1884 wurden Bordelle in Norwegen verboten, 1893 hob man die Registrierungspflicht sowie die verpflichtenden ärztlichen Untersuchungen für Prostituierte auf. Nicht verboten wurde Prostitution als solche. Seit 1995 ist es strafbar, Räume zum Zwecke der Prostitution zu vermieten. Illegal ist Straßenprostitution, diese kommt jedoch vor. Frauen- und Sozialverbände forderten seit etwa 2000 verstärkt die Einführung des „schwedischen Modells“. Rückhalt in Teilen der Bevölkerung und in den politischen Parteien gewannen diese Forderungen durch einen Anstieg der Straßenprostitution sowie durch Berichte über Menschenhandel. Im April 2007 kündigte die aus der sozialdemokratischen Arbeiterpartei, den Linkssozialisten und der Zentrumspartei bestehende Regierungskoalition einen Gesetzesentwurf an, der nach schwedischem Vorbild alle Freier mit Strafe bedroht, während Prostituierte selbst sich nicht strafbar machen. Auch die oppositionellen Christdemokraten signalisierten Zustimmung. Im Jahr 2009 führte Norwegen die Bestrafung der Freier nach schwedischem Vorbild ein.      |
| Portugal                | Bis 1962 gab es staatlich konzessionierte Bordelle. Wer dort als Prostituierte arbeitete, unterlag einer Registrierungspflicht und musste sich regelmäßig auf Geschlechtskrankheiten untersuchen lassen. 1963 verbot die Militärregierung jede Form von Prostitution. Nach der Rückkehr Portugals zur Demokratie wurde das Verbot zum 1. Januar 1983 aufgehoben, allerdings unterblieb die Wiedereinführung der Registrierungs- und Untersuchungspflicht. Unter Umständen können Prostituierte wegen „Verstoßes gegen die öffentliche Moral“ belangt werden, doch kommen solche Verfahren selten vor. Eine große Rolle spielt die Straßenprostitution, daneben werden sexuelle Dienstleistungen in Bordellen, Nachtlokalen und Modellwohnungen ausgeübt. In der Hauptstadt Lissabon arbeiten schätzungsweise etwa 6500 Prostituierte. |
| Rumänien                | Prostitution ist seit 2014 in Rumänien nicht mehr verboten, weiterhin jedoch Aktivitäten wie Zuhälterei. Als Zuhälterei zählt teilweise auch die Schaffung passender Strukturen. Werbung stellt eine Ordnungswidrigkeit dar. Insofern ist die Situation ähnlich wie in Deutschland vor Schaffung des ersten Prostitutionsgesetzes. Da Gesundheitskontrollen nicht üblich sind (Stand 2005), ist eine hohe Zahl von Prostituierten mit Geschlechtskrankheiten infiziert. Vereinzelt wird daher eine Legalisierung der Prostitution gefordert; für die meisten Politiker ist dieses Thema aber zu heikel. |
| Russland                | Die Ausübung der Prostitution ist in Russland lediglich mit Geldstrafe bedroht und wird weitgehend geduldet. Jegliche Form der Beihilfe (Zuhälterei, Betreiben eines Bordells etc.) stellt dagegen eine Straftat dar. |
| Schweden                | In Schweden trat am 1. Januar 1999 das „Gesetz zum Verbot des käuflichen Erwerbs sexueller Dienstleistungen“ in Kraft: „Wer sich gegen Entgelt Gelegenheit zu sexuellen Handlungen verschafft, wird – sofern die Tat nicht nach dem Strafgesetzbuch mit Strafe bedroht ist – wegen käuflichen Erwerbs sexueller Dienstleistungen mit Geldstrafe oder Freiheitsstrafe bis zu sechs Monaten bestraft.“ Im Gegensatz zu den Vorschriften in vielen anderen Ländern machen sich hier also nur die Kunden strafbar, nicht die Prostituierten. Siehe: Prostitution in Schweden |
| Spanien                 | In Spanien ist die Prostitution gesetzlich nicht explizit geregelt, aber weitgehend toleriert und auch weit verbreitet. Sie findet als Straßenprostitution, daneben auch in so genannten Clubs (Bordellen) und Modellwohnungen statt. Laut Schätzungen gibt es bis zu 300.000 Prostituierte in Spanien, mit vielen Immigrantinnen aus Lateinamerika, Afrika oder Osteuropa. |
| Türkei                  | In der Türkei gibt es staatlich konzessionierte Bordelle. Außerhalb dieser ist Prostitution offiziell untersagt. Weitgehend geduldet wird allerdings insbesondere die vielerorts vorkommende Straßenprostitution. |
| Ungarn                  | In Ungarn ist Prostitution seit 1999 legal, darf aber nur in genehmigten Zonen ausgeübt werden. Bis jetzt gibt es aber keine legalen Rotlichtviertel, da sich die Bürgermeister gegen deren Einrichtung wehren. Die Prostitution in Ungarn ist somit nach dem Gesetz an sich legal, kann aber in der Praxis nur illegal ausgeübt werden. Geschätzt wird, dass es in Budapest 500 illegale Bordelle gibt sowie in ganz Ungarn 100.000 Prostituierte. Gemäß einem Gerichtsurteil des ungarischen Komitats Baranya im Jahr 2006 müssen Sexarbeiterinnen ihre Einnahmen aus der Prostitution versteuern. |
| Vereinigtes Königreich  | Großbritannien gestattet die Ausübung der Prostitution in Wohnungen oder Häusern, in denen höchstens drei Personen gleichzeitig ihre Dienste anbieten. Größere Etablissements sind untersagt. Um dem Gesetz Genüge zu tun, teilen sich mehrere Prostituierte häufig zu verschiedenen Tagen oder Uhrzeiten ein Zimmer in einer Dreizimmerwohnung. Da Prostituierte nicht öffentlich werben dürfen, werden vor allem öffentliche Telefonzellen mit kleinen Zetteln beklebt, auf denen Name und Telefonnummer von Dienstanbieterinnen zu finden sind. Dagegen machen sich in Nordirland Freier strafbar (Nordisches Modell). |

## Afrika
| Land        | Situation                                                                                 |
| ----------- | ----------------------------------------------------------------------------------------- |
| Ägypten     | In Ägypten ist Prostitution offiziell verboten, Geldstrafe.                               |
| Mauretanien | Prostitution ist verboten.                                                                |
| Senegal     | Legal unter folgenden Voraussetzungen: Mindestalter 21 Jahre und monatliche Untersuchung. |
| Sudan       | Prostitution ist verboten: Haft- oder Todesstrafe.                                        |

## Asien
| Land                         | Situation |
| ---------------------------- | --- |
| Afghanistan                  | Prostitution in Afghanistan wird von den Taliban mit der Todesstrafe bestraft; zur Zeit der Republik drohten Freiheitsstrafen. |
| Armenien                     | Prostitution ist in Armenien verboten, allerdings ist dieser Staat seit dem Zusammenbruch der Sowjetunion ein Herkunftsland für Opfer des Menschenhandels. |
| Aserbaidschan                | Prostitution ist in Aserbaidschan verboten, allerdings ist dieser Staat seit dem Zusammenbruch der Sowjetunion ein Herkunftsland für Opfer des Menschenhandels. |
| Volksrepublik China          | In der maoistischen Ära versuchte die Kommunistische Partei, die Prostitution zu vernichten. Doch seit den 1980er Jahren ist sie wieder weit verbreitet und hat sich zu einer Industrie entwickelt. Die Regierung geht mit verschärften Gesetzen und Polizeikampagnen dagegen vor. Allerdings gibt es auch Stimmen, die eine Legalisierung fordern. Siehe: Prostitution in der Volksrepublik China                                       |
| Indonesien                   | Prostitution ist bisher in Indonesien nicht explizit illegal, wird aber oft als „Verbrechen gegen Moralität und Anstand“ verfolgt. Sexarbeit ist jedoch weit verbreitet und weitestgehend toleriert, wobei insbesondere Sextourismus – und die Prostitution Minderjähriger – problematisch sind. Ab 2026 ist Geschlechtsverkehr nur noch in der Ehe erlaubt, also auch Prostitution generell strafbar. Siehe: Prostitution in Indonesien |
| Iran                         | Prostitution ist verboten: Haftstrafe, wobei auch Todesstrafe möglich ist. |
| Israel                       | Seit 10. Juli 2020 machen sich Kunden strafbar (Nordisches Modell für Prostitution). |
| Japan                        | In Japan wurde Prostitution 1958 verboten. Dabei wird Prostitution sehr eng als vaginaler Geschlechtsverkehr gegen Entgelt definiert. Oraler und analer Geschlechtsverkehr sowie sonstige Sexualpraktiken wie Schenkelverkehr (jap. 素股 Sumata) sind nicht explizit verboten. Siehe: Prostitution in Japan |
| Jemen                        | Prostitution ist verboten: Haft- oder Todesstrafe. |
| Malediven                    | Prostitution ist verboten: Haftstrafe. |
| Oman                         | Sie ist offiziell verboten: Geldstrafe. |
| Pakistan                     | Die Prostitution ist teilweise verboten: In schiitischen Provinzen ist sie erlaubt (Mut'a-Ehe), in sunnitischen nicht. |
| Saudi-Arabien                | Prostitution ist verboten. Die Strafen reichen von öffentlicher Auspeitschung bis hin zur Todesstrafe. Alle beteiligten Personen werden bestraft, d. h. sowohl Freier als auch Prostituierte und Zuhälter, sowie Personen, die vom Tatbestand wussten, ohne ihn zu melden. |
| Südkorea                     | In Südkorea ist Prostitution zwar illegal, aber weit verbreitet und etabliert. Außerdem ist Menschenhandel, auch mit Minderjährigen, weit verbreitet und wird nicht ausreichend kontrolliert. Siehe: Prostitution in Südkorea |
| Thailand                     | Siehe: Prostitution in Thailand |
| Vereinigte Arabische Emirate | Sie ist offiziell verboten, aber in den Emiraten Abu Dhabi und Dubai weit verbreitet und wird hier im Regelfall nicht bestraft. |

## Nordamerika
| Land   | Situation |
| ------ | --- |
| Kanada | In Kanada wurde am 6. Dezember 2014 nach schwedischem Vorbild das sogenannte „Sexkaufverbot“ eingeführt. Zuvor war Prostitution an sich in Kanada nicht verboten, ihre Ausübung jedoch durch zahlreiche Reglementierungen eingeschränkt. Um einer Strafbarkeit zu entgehen, mussten Prostituierte nachweisen, dass sie nicht allein von den Einnahmen des Sexgeschäftes leben, sondern noch ein weiteres Einkommen haben. Kontaktanbahnung auf öffentlichen Straßen und Plätzen war untersagt, ebenso Werbung sowie das direkte Ansprechen von potentiellen Kunden. Dritte Personen machen sich strafbar, wenn sie Prostituierten zum Zwecke sexueller Dienstleistungen Räume vermieten oder zur Verfügung stellen. Ebenso war es eine Straftat, Prostituierte in irgendeiner Weise bei der Ausübung ihres Gewerbes zu unterstützen oder behilflich zu sein. |
| USA    | Mit Ausnahme von Nevada ist die Inanspruchnahme sexueller Dienstleistungen durchwegs strafbar, mit Ausnahme von Maine auch das Anbieten solcher Dienstleistungen. Dennoch sind vom Straßenstrich bis zu teuren Callgirls viele Angebote im Bereich der sexuellen Dienstleistung vertreten. Die gesetzlichen Vorschriften und deren praktische Ausführung unterscheiden sich von Bundesstaat zu Bundesstaat, bisweilen sogar von Kommune zu Kommune. Im Bundesstaat Nevada sind in elf von 17 Counties Bordelle gestattet. Nach Angaben der, nach Regionen unterteilten, „Nevada Bordell-Liste“ gab es 2021 insgesamt 19 legal betriebene Bordelle im Bundesstaat. Siehe: Prostitution in den Vereinigten Staaten |

## Mittel- und Südamerika
| Land      | Situation                                                                            |
| --------- | ------------------------------------------------------------------------------------ |
| Brasilien | In Brasilien ist Prostitution legal und verbreitet. Siehe: Prostitution in Brasilien |

## Ozeanien
| Land       | Situation |
| ---------- | --- |
| Australien | Australien ging Ende des 20./Anfang des 21. Jahrhunderts den Weg einer fortschreitenden Legalisierung. Die Vorschriften sind in den einzelnen Bundesstaaten verschieden. Die Staaten New South Wales und Victoria gestatten bisher als einzige die Einrichtung von Bordellen. Wer Beschaffungsprostituierte für sexuelle Dienstleistungen bezahlt, kann unter Umständen wegen Beihilfe zum Drogenhandel angeklagt werden. |
| Neuseeland | Prostitution ist in Neuseeland gesellschaftlich weitaus akzeptierter als in den meisten anderen englischsprachigen Ländern. Mit einem Gesetz von 2003 (Prostitution Reform Act) wurden die Rahmenbedingungen der Prostitution, die bereits zuvor grundsätzlich legal war, weiter liberalisiert. Seitdem dürfen unter staatlicher Kontrolle Bordelle eingerichtet werden. Mit der Verlagerung in Innenräume sollte u. a. die Straßenprostitution reduziert werden. Dieses Ziel konnte nicht erreicht werden. Unter anderen resümierte 2012 der damalige Premierminister von Neuseeland John Key, dass er denkt, dass die Reform gescheitert ist: “The argument was that it would eliminate all the street workers and underage people, particularly girls, and the reports that we see in places like South Auckland is that it hasn’t actually worked.” Die Straßenprostitution ist geprägt von Gewalt, Gangkrimminalität und vulnerablen Gruppen. 69 % gehören den Maori an, 9 % Pazifische Insulaner. Überrepräsentiert sind auch weibliche Strafentlassene, welche nach der Haft seltener als Männer einen Job finden. Sowohl der Preisdruck als auch der Druck, unerwünschte Praktiken ausführen zu müssen, soll zugenommen haben. |